# Adam Mitchell (Eishockeyspieler)
Adam Mitchell (* 1. Dezember 1982 in Port Elgin, Ontario) ist ein ehemaliger deutsch-kanadischer Eishockeyspieler und derzeitiger -trainer, der im Verlauf seiner aktiven Karriere zwischen 2001 und 2022 unter anderem 592 Spiele für die Hannover Scorpions, Adler Mannheim, Hamburg Freezers und Straubing Tigers in der Deutschen Eishockey Liga (DEL) auf der Position des Centers bestritten hat. Mit den Hannover Scorpions gewann Mitchell im Jahr 2010 die Deutsche Meisterschaft. Zudem absolvierte er weitere 250 Partien in der den zweithöchsten deutschen Spielklassen, der 2. Bundesliga und DEL2. Von März bis Oktober 2024 war er Cheftrainer des EC Bad Nauheim in der DEL2.

## Karriere

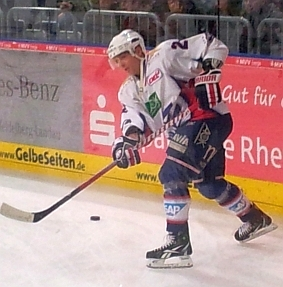
Mitchell im Trikot der Adler Mannheim (2012)

Mitchell verbrachte seine Collegezeit an der Colgate University, für deren Eishockeymannschaft er im Spielbetrieb der National Collegiate Athletic Association (NCAA) auf dem Eis stand, und wechselte zum Beginn der Saison 2005/06 in die deutsche Oberliga zum EV Landsberg 2000, mit denen er den Aufstieg in die 2. Bundesliga schaffte. Bereits in seiner ersten Spielzeit in Deutschland wurde der Flügelstürmer zum Spieler des Jahres 2005/06 in der Oberliga gewählt, eine Wahl, die in diesem Jahr zum ersten Mal im ESBG-Bereich durchgeführt wurde. Außerdem wurde der Rechtsschütze er für das ESBG-Allstar-Game nominiert und spielte dort an der Seite zahlreicher Topspieler aus den von der Eishockeyspielbetriebsgesellschaft organisierten Ligen.
In der Saison 2006/07 spielte Adam Mitchell auch in der 2. Bundesliga für den EV Landsberg 2000 und wurde mit 26 Tore und 38 Assists in 52 Spielen Topscorer des Teams. Trotz einiger Angebote aus der Deutschen Eishockey Liga (DEL) verlängerte der Kanadier seinen Vertrag in Bayern zunächst um ein weiteres Jahr. Nachdem der EVL jedoch die Playoffs der Spielzeit verpasst hatte, verbrachte er die Endrunde beim österreichischen Nationalligisten VEU Feldkirch, mit dem er schließlich den Meistertitel der zweithöchsten Liga erringen konnte. Am 12. Dezember 2007 wurde Mitchell von den Hannover Scorpions aus der DEL unter Vertrag genommen, mit denen er in der Saison 2009/10 die Deutsche Meisterschaft gewann. Zur Spielzeit 2011/12 wurde er von den Adler Mannheim verpflichtet. Nach zwei Spielzeiten für die Mannheimer unterzeichnete der Flügelstürmer einen Einjahresvertrag beim Ligakonkurrenten Hamburg Freezers. Im Sommer 2014 wurde sein Vertrag in Hamburg bis 2017 verlängert, zusätzlich erhielt Mitchell während der laufenden Saison nach bestandener Einbürgerung einen deutschen Pass und fiel damit nicht mehr unter das Ausländerkontingent in der DEL.
Im Mai 2016 gaben die Freezers ihre Entscheidung bekannt, keine Lizenz für die DEL-Saison 2016/17 zu beantragen, Mitchell wurde dadurch trotz laufenden Vertrages vereinslos. Rund eine Woche nach dem Aus in Hamburg wurde er von den Straubing Tigers unter Vertrag genommen. Im Mai 2018 wechselte Mitchell aus der DEL in die DEL2 zu den Löwen Frankfurt. Bei den Löwen gehörte er in den folgenden Jahren zu den Leistungsträgern und fungierte zudem als Mannschaftskapitän. Nach einer Schulterverletzung im März 2021 erhielt er für die Folgesaison ein finanziell reduziertes Angebot, das er nicht annahm und die Löwen damit nach drei Jahren verließ. Ab Dezember 2021 trainierte Mitchell wieder in Frankfurt mit und erhielt im Januar 2022 einen Vertrag bei den Löwen. Mit diesen gewann er die Meisterschaft in der DEL2 und damit den sportlichen Aufstieg in die höchste Spielklasse. Anschließend beendete er seine Karriere und wurde zur Saison 2022/23 Assistenztrainer beim EC Bad Nauheim aus der DEL2. Im März 2024 wurde er nach dem Saisonaus des Klubs zum Cheftrainer befördert, für die er bis Ende Oktober 2024 tätig war.

## Erfolge und Auszeichnungen
| - 2006 Oberliga-Meister und Aufstieg in die 2. Bundesliga mit dem EV Landsberg 2000 - 2006 Topscorer der Oberliga-Playoffs - 2007 Nationalliga-Meister mit der VEU Feldkirch | - 2010 Deutscher Meister mit den Hannover Scorpions - 2012 Deutscher Vizemeister mit den Adler Mannheim - 2022 DEL2-Meister und Aufstieg in die DEL mit den Löwen Frankfurt |

## Karrierestatistik
(Legende zur Spielerstatistik: Sp oder GP = absolvierte Spiele; T oder G = erzielte Tore; V oder A = erzielte Assists; Pkt oder Pts = erzielte Scorerpunkte; SM oder PIM = erhaltene Strafminuten; +/− = Plus/Minus-Bilanz; PP = erzielte Überzahltore; SH = erzielte Unterzahltore; GW = erzielte Siegtore; 1 Play-downs/Relegation; Kursiv: Statistik nicht vollständig)